# Sralówki
Polana Sralówki – położona na wysokości około 980–1040 m n.p.m. duża polana na południowo-zachodnim grzbiecie Bukowiny Waksmundzkiej w Gorcach. Nazwa polany pochodzi od nazwiska dawnego właściciela – Sobka Srala, który przed II wojną światową tutaj gospodarzył i był znany z zamiłowania do pasterstwa. Nie istnieje już bacówka, w której gospodarzył, jest natomiast wiele innych domków letniskowych, powstałych z przerobionych bacówek. Pod ich okapami zakłada gniazda nieduży ptak kopciuszek zwyczajny, przez miejscową ludność nazywany „gazdą szałaśnym”.
Przez polanę Sralówki prowadzi popularny szlak turystyczny z Nowego Targu-Kowańca na Turbacz. Latem bywa tutaj sporo turystów. Polana jest bardzo widokowa. Roztacza się z niej widok obejmujący cały łańcuch Tatr, Magurę Spiską, Kotlinę Nowotarską i Pieniny z Jeziorem Czorsztyńskim. Obecnie duża część polany już nie jest użytkowana gospodarczo, wskutek czego stopniowo zarasta borówczyskami, kępami jałowca i wrzosami, które w sierpniu i wrześniu nadają jej czerwone, zielone i fioletowe kolory. W górnej części łączy się z polaną Bukowina Waksmundzka.
Polana Sralówki należy do wsi Waksmund w województwie małopolskim, w powiecie nowotarskim, w gminie Nowy Targ.

## Szlak turystyczny
Kowaniec (Nowy Targ) – Łukusowa – polana Brożek – Sralówki – Bukowina Waksmundzka – polana Świderowa – Długie Młaki – Turbacz. Odległość 7,6 km, suma podejść 590 m, suma zejść 30 m, czas przejścia 2:30 h, ↓ 2 h.